# Ann Wauters
Ann Hilde Willy Wauters (ur. 12 października 1980 w Sint-Gillis-Waas) – belgijska koszykarka występująca na pozycji środkowej, mistrzyni WNBA, obecnie asystentka trenera Chicago Sky.
20 listopada 2019 została zawodniczką tureckiej Bellony Kayseri Basketbol.

## Osiągnięcia
Na podstawie, o ile nie zaznaczono inaczej.

### WNBA
- Mistrzyni WNBA (2016)
- Wicemistrzyni WNBA (2008)
- Uczestniczka meczu gwiazd WNBA (2005)

### Drużynowe
- Mistrzyni:
  - Ligi Światowej FIBA (2004, 2007)
  - Euroligi (2002, 2004, 2005, 2012)
  - Eurocup (2015)
  - Rosji (2005, 2006, 2010, 2014)
  - Hiszpanii (2012)
  - Belgii (2016)
  - Korei Południowej (2006)
  - Francji (2001–2004)
- Wicemistrzyni:
  - Euroligi (2001, 2003, 2006)
  - Rosji (2007, 2008)
  - Turcji (2013)
- Brąz Euroligi (2010, 2014)
- Zdobywczyni:
  - Superpucharu Europy (2013)
  - pucharu:
    - Rosji (2005, 2006, 2007, 2008, 2010, 2014)
    - Turcji (2013)
    - Francji (2001–2004)
- Finalistka:
  - pucharu:
    - Prezydenta Turcji (2013)
    - Hiszpanii (2012)

  - turnieju Federacji Francji (2001)

### Indywidualne
- Europejska Zawodniczka Roku All-Europeans (2001, 2002, 2004, 2005, 2007, 2008)
- MVP:
  - Final Four Euroligi (2001, 2002, 2004)
  - ligi:
    - francuskiej (2001 według eurobasket.com)
    - hiszpańskiej (2012 według eurobasket.com)

  - zagraniczna francuskiej ligi LFB (2001)
  - turnieju Federacji Francji (2001)
- Najlepsza (według eurobasket.com):
  - środkowa:
    - Europy (2007, 2008)
    - ligi tureckiej (2013)
    - ligi hiszpańskiej (2012)

  - zawodniczka zagraniczna ligi:
    - francuskiej (2001, 2002)
- Zwyciężczyni konkursu rzutów za 3 punkty podczas leczu gwiazd ligi francuskiej (2002)[6]
- Uczestniczka meczu gwiazd:
  - Euroligi (2006, 2008, 2009)
  - francuskiej ligi LFB (2000, 2002, 2003)[6]
- Liderka strzelczyń Euroligi (2001)
- Zaliczona przez eurobasket.com do:
  - I składu
    - Euroligi (2007)
    - All-Europe (2007, 2008)
    - All-Europeans (2001, 2002, 2003, 2004, 2005, 2006, 2007, 2008)
    - defensywnego Euroligi (2006)
    - Europejek Euroligi (2007)
    - ligi:
      - rosyjskiej (2009)
      - hiszpańskiej (2012)
      - tureckiej (2013)

  - II składu:
    - All-Europe (2006)
    - All-European Championships (2007)
    - ligi francuskiej (2015)

  - Honorable Mention:
    - All-Europeans (2009)
    - ligi rosyjskiej (2010)

  - III składu Euroligi (2012)

### Reprezentacja
- Brązowa medalistka mistrzostw Europy:
  - 2017
  - U–16 (1995)
- Uczestniczka:
  - mistrzostw Europy (2003 – 6. miejsce, 2007 – 7. miejsce, 2017)
  - kwalifikacji do mistrzostw Europy:
    - 1999, 2011
    - U–18 (1996, 1998)
- MVP mistrzostw Europy U–16 (1995)
- Najlepsza środkowa mistrzostw Europy (2003)
- Liderka:
  - strzelczyń Eurobasketu (2007)
  - Eurobasketu w skuteczności rzutów z gry (2007 – 52,8%)[7]